# 曹麟
曹麟（1515年—1580年），字汝祥，號西野，湖廣黃州府蘄州黃梅縣人，民籍，明朝政治人物。与徐中行、宗臣、吳國倫、嶺南梁有譽諸人併稱中原七子。

## 生平
嘉靖十六年（1537年）丁酉科湖廣鄉試第三十三名舉人。嘉靖二十九年（1550年）中式庚戌科會試第二十名，二甲第三十二名進士。授河南许州知州，剔宿弊，劝农桑，修德星書院，建西湖书院。三十一年本省同考，劇寇師尚詔攻許州，曹麟帥眾极力抵御。三十二年冬升户部雲南司員外郎，尋轉山西司，又轉陕西司。三十五年升密云管粮郎中，三十九年奉勅催趲漕運，轉大名兵备。四十一年官至山东按察司天津兵备副使，以两亲并八旬，告归终养。歸鄉後，居馮茂山白蓮峰，與黄安、耿定向、蘄陽顧問，及顧闕、黄岡王廷陳、京山李淑研究理學，詩文唱和。四十三年春，父母相繼去世，服闋，被人多次舉薦起復，皆推辞不就。晚年賦有《肖鶴詩》、《算老吟》、《菊侣詠》。卒年六十六。

## 家族
曾祖曹冕；祖父曹友讓；父曹容，所吏目。母黃氏。具庆下。兄曹欽。弟曹凤、曹鲲。